# Championnat de Malte de football 1939-1940
Navigation
Saison précédente Saison suivante
La saison 1939-1940 de First Division Maltaise était la vingt-neuvième édition de la première division maltaise.
Lors de cette saison, le Sliema Wanderers FC a conservé son titre de champion face aux cinq meilleurs clubs maltais lors d'une série de matchs se déroulant sur toute l'année.
Les six clubs participants au championnat ont été confrontés à deux reprises aux cinq autres.
Le Sliema Wanderers FC a été sacré champion de Malte pour la onzième fois.

## Les six clubs participants
| Club                   | Stade            | Capacité | Ville      |
| ---------------------- | ---------------- | -------- | ---------- |
| Melita FC              | -                | -        | San Ġiljan |
| Msida Saint-Joseph     | -                | -        | Msida      |
| Sliema Wanderers FC    | Guze Fava Ground | 4 000    | Sliema     |
| St. George's FC        | -                | -        | Bormla     |
| Valletta St Paul's     | -                | -        | La Valette |
| Xewkija Tigers FC (en) | -                | -        | Xewkija    |

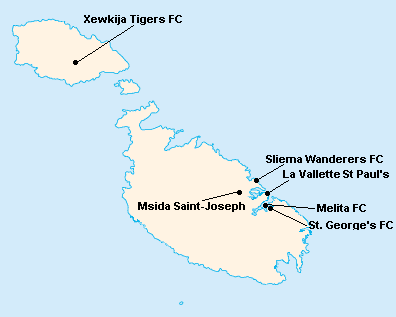
Localisation des clubs engagés dans le championnat.

L'île de Malte étant relativement petite, les clubs évoluent tous au stade National Ta'Qali (17 400 places). Certain cependant ont leur propre enceinte qu'ils peuvent éventuellement utiliser.

## Compétition

### Classement
| Rang | Équipe                      | Pts | J  | G | N | P | Bp | Bc | Diff |
| ---- | --------------------------- | --- | -- | - | - | - | -- | -- | ---- |
| 1    | Sliema Wanderers FC (T) (C) | 16  | 10 | 7 | 2 | 1 | 39 | 16 | +23  |
| 2    | St. George's FC             | 16  | 10 | 7 | 2 | 1 | 22 | 7  | +15  |
| 3    | Melita FC                   | 10  | 10 | 5 | 0 | 5 | 17 | 20 | -3   |
| 4    | Xewkija Tigers FC (en) (P)  | 9   | 10 | 3 | 3 | 4 | 15 | 14 | +1   |
| 5    | Msida Saint-Joseph (P)      | 5   | 10 | 2 | 1 | 7 | 10 | 32 | -22  |
| 6    | Valletta St Paul's          | 4   | 10 | 1 | 2 | 7 | 11 | 25 | -14  |

| Légende : Qualifications et relégations | Légende : Qualifications et relégations                                                     |
| --------------------------------------- | ------------------------------------------------------------------------------------------- |
|                                         | (T) : Tenant du titre 1938-1939 (P) : Promu en 1938-1939 (C) : Vainqueur du Trophée Rothman |

## Bilan de la saison
| Tableau d'Honneur       |                     |
| Compétition             | Vainqueur           |
| First Division Maltaise | Sliema Wanderers FC |
| Trophée Rothman         | Sliema Wanderers FC |

| Promotions et relégations            |       |
| Relégués en Second Division Maltaise | Aucun |
| Promus de Second Division Maltaise   | Aucun |